# Joža Glonar
Joža Glonar, slovenski literarni zgodovinar, knjižničar, prevajalec in jezikoslovec, * 10. april 1885, Zg. Korena pri Mariboru, † 1. november 1946, Ljubljana.

## Življenje in delo
Leta 1904 je maturiral na klasični gimnaziji v Mariboru. Študiral je slavistiko in klasično filologijo v Gradcu, kjer sta bila njegova učitelja Matija Murko in Karel Štrekelj. Po disertaciji 1911 je postal knjižničar volonter v Univerzitetni knjižnici v Gradcu. Leta 1912 se je zaposlil kot pomožni učitelj slovenščine na graškem učiteljišču, kasneje pa kot knjižničar asistent v Univerzitetni knjižnici v Gradcu.
Leta 1918 so ga odpustili, preselil se je v Ljubljano in se 1919 zaposlil v Licejski knjižnici v Ljubljani. Od 1919 do 1921 je bil urednik Ljubljanskega zvona. Bil je podpisnik avtonomistične izjave slovenskih kulturnih delavcev, vendar se s politiko javno ni veliko ukvarjal. Povezan je bil s Slovensko matico, kjer je izdal Štrekljeve Slovenske narodne pesmi in nekaj prevodov.
Leta 1945 se je poleg številnih drugih uslužbencev Univerze v Ljubljani znašel na spisku sumljivih oseb. Tako je bil začasno odstavljen s položaja univerzitetnega knjižničarja. Prepovedali so mu vstop v knjižnico in ga premestili v Maribor, vendar tega delovnega mesta ni nikoli zasedel, saj se je zaradi bolezni hitro upokojil.
Glonar je prevajal iz nemške, češke, poljske in ruske literature, najbolj znan je kot prevajalec Reymonta, Mickiewicza in Sienkiewicza. O slovanskih literaturah je pogosto poročal v literarnih revijah, kjer je objavil številne kritike, ocene in komentarje različnih del. Napisal je nekaj burk. Štejemo ga med začetnike sodobne kritike prevajanja, saj je z izdelanimi merili ocenjeval slovenske prevode tujih del in se kritično dotaknil problemov prevajanja. Njegovi literarni somišljeniki so bili Izidor Cankar, Oton Župančič in Alfred Šerko. Pod njegovim vodstvom je izšlo precej zbornikov, zbranih del in antologij (Zbrano delo Simona Jenka, Cankarjev zbornik, Zbrano delo Franceta Prešerna).
Veliko se je ukvarjal s pisanjem slovarjev, vendar so nekateri ostali samo v rokopisni obliki (npr. Češko-slovenski slovar). Vsa svoja slovarska dela je izdal pri založbi Umetniška propaganda. Bil je avtor številnih gesel v tujih enciklopedijah in sourednik Slovenskega biografskega leksikona.
Njegova zapuščina, v kateri so tudi besedila penatov, se nahaja v Rokopisnem oddelku v NUK-u.

## Izbrana bibliografija
- Študije
  - Med reformacijo in romantiko. Ljubljana, 1916. Arhivirano 2016-03-18 na Wayback Machine. (COBISS)
  - Naš jezik. Ljubljana: Omladina, 1919. (COBISS)
  - Korespondenca med Kopitarjem in J. Grimmom. Glasnik Muzejskega društva za Slovenijo. Ljubljana: Muzejsko društvo za Slovenijo, št. 3–4 (1938), str. 133–41. (COBISS)
- Slovarji
  - Žepni slovarček tujk. Ljubljana: Umetniška propaganda, 1927. (COBISS)
  - Poučni slovar. Ljubljana: Umetniška propaganda, 1931–33. (COBISS)
  - Slovarček nemškega in slovenskega jezika. Ljubljana: Umetniška propaganda, 1934–1935. (COBISS)
  - Slovar slovenskega jezika. Ljubljana: Umetniška propaganda, 1936. (COBISS)
  - Slovenski pravopis. Ljubljana: avtor, 1936. (COBISS)
- Prevodi
  - Henryk Sienkiewicz. Quo vadis? Gorica: Mohorjeva družba, 1928–29. (COBISS)
  - Władisław Stanisław Reymont. Kmetje. Ljubljana: slovenska matica, 1934. (COBISS)
  - Bolesłav Prus. Emancipiranke. Ljubljana: Hram, 1939. (COBISS)